# Ченаре-Арабха
Ченаре-Арабха (перс. چنار عربها‎) — село на севере Ирана, в остане Тегеран. Входит в состав шахрестана Демавенд. Является частью дехестана (сельского округа) Терруд бахша Меркези.

## География
Село находится в восточной части остана, к северу от автодороги 79, на расстоянии приблизительно 3 километров (по прямой) к востоку от города Демавенд, административного центра шахрестана. Абсолютная высота — 2193 метра над уровнем моря.

## Население
По данным переписи 2006 года население села составляло 330 человек (175 мужчин и 155 женщин). В Ченаре-Арабхе насчитывалось 93 домохозяйства. Уровень грамотности населения составлял 77,3 %. Уровень грамотности среди мужчин составлял 80,6 %, среди женщин — 73,6 %.
В 2016 году в селе имелось 230 домохозяйств и проживало 740 человек (380 мужчин и 360 женщин).